# Club Ciudad de Macas
El Club ICCAN Macas es un club deportivo de básquetbol de Ecuador, que juega en la Liga BásquetPro, la más alta categoría del básquetbol ecuatoriano.
Hizo su debut en el año 2022, como un club fundador a la Liga BásquetPro. Juega en el Coliseo La Loma donde la afición macabea es uno de los más fieles del baloncesto ecuatoriano.

## Historia

### Antecedentes de clubes de básquetbol de Macas

#### Club Social y Deportiva Morona
En 2009 el básquetbol ecuatoriano tenía a la Liga Nacional como el campeonato de primera división. El club fue fundado el 16 de marzo de 1949 pero por primera vez, hace historia en que un club de la Amazonia ecuatoriana dispute en Primera División de cualquier deporte. El equipo jugaba frente a los grandes tradicionales como UTE, ESPE, Mavort e Importadora Alvarado. La institución quedó en quinto lugar donde lo más destacado es el lleno que tuvo en el Coliseo en Macas. 
A pesar de ello, el club dejaría de competir en el año 2010 por falta de presupuesto.

#### Club ICCAN Macas
Más de 7 años habían pasado desde que el básquetbol profesional se había ido de Macas (Ecuador)|Macas]]. En el ambiente cestero de la ciudad se sentía las ganas de regresar, pero a nivel dirigencial se esperaba un impulso para dar los pasos correctos. Este club que se fundó en febrero de 2016 denominado Club Ingenieros Constructores Consultores Ávila Navarrete (ICCAN) y que en su segundo año de vida institucional logra ascender a la grada más alta del podio. Aconteció el año anterior, pero cayó en la final contra HR Portoviejo. “En ese entonces nos confiamos, hasta ahora no sé qué ocurrió, debíamos ser campeones... en fin, ahora nos toca disfrutar”,

##### Título Nacional 2017
El miércoles 11 de octubre en el Coliseo Luis Leoro Franco Iccan de Macas se proclamó campeón de la Liga Nacional de Baloncesto ganando una emocionante serie frente a Piratas de Ibarra por (4-2).
El cuadro macabeo llegó con ventaja al último juego ya que tuvo la serie a su favor desde el inicio de los play off finales mientras que el conjunto de Piratas no se dio por vencido y dio dura batalla hasta el final.
Los Dirigidos por Lucas Gil Russo iniciaron el juego número 6 de las finales con Willie Clayton, Paúl Cano, Rafael Pérez, Andrés Torres, Carlos Delgado y se pusieron en ventaja en el primer periodo con la destacada actuación en conjunto se quedaron con el resultado a favor por (15-13).
Iccan quien fue dirigido por Marcelo Proaño en lugar de Juan José Pidal quien viajó a México a integrarse al Santos CB San Luis, empezó el juego con César Silva, Jesús Centeno, Juan Herrera, Edward Caicedo y Carlos Carcelén quienes al principio no lograron descifrar la estrategia del rival, sin embargo, para el segundo periodo con el excelente trabajo de Jesús Centeno (25 puntos) lograron quedarse con el segundo parcial por dando vuelta al resultado inicial por (35-36).
El trabajo en conjunto fue fundamental para Iccan y en el tercer periodo en el cual el conjunto local intentó ponerse en ventaja nuevamente y salió con una estrategia ofensiva, pero erraron muchos lanzamientos lo cual fue aprovechado por los macabeos para recuperar posesión del balón además de su efectividad en lanzamientos lograron aumentar su ventaja este periodo por (54-66).
Iniciando el cuarto periodo Jesús Centeno anotó un lanzamiento triple que hizo retumbar el coliseo con la hinchada de Iccan, Carlos Delgado fue el jugador destacado de Piratas (26 puntos) y dio ánimos a sus compañeros para jugar y luchar por la victoria sin embargo no le alcanzó, el final del partido fue (79-90) que proclamó a Iccan Campeón 2017 de la Liga Nacional Masculina de Baloncesto.
Jesús Centeno fue designado como el mejor jugador extranjero del torneo, mientras que Carlos Carcelén por su destacada actuación a lo largo de la temporada fue elegido como el mejor jugador nacional de la Liga Masculina 2017.

### Club Ciudad de Macas
El Club Ciudad de Macas nace para sustituir al Club ICCAN (desaparecido el año 2020) como el equipo representativo de la ciudad de Macas, que esta entidad dejó de jugar baloncesto como producto de la Pandemia del COVID 19.
El responsable de ello, Cristian Galarza en conjunto con las autoridades deportivas macabeas y de la provincia se propusieron a revivir nombres como Liga de Macas e incluso a ICCAN Macas pero que debido a la muerte de su titular en noviembre de 2021 Ing. Eduardo Ávila no era posible. 
El club se dio a conocer luego de la presentación de la presentación oficial de la Liga BásquetPro el 10 de marzo del 2022 en Guayaquil.